# Chiesa dei Santi Filippo e Giacomo Apostoli (Mirandola)
La chiesa dei Santi Filippo e Giacomo Apostoli è la parrocchiale di San Giacomo Roncole, frazione di Mirandola, in provincia di Modena. Appartiene alla zona pastorale 6 della diocesi di Carpi e risale al XIV secolo.

## Storia
La chiesa parrocchiale risale al XIII secolo e viene menzionata in vari documenti del secolo successivo.
Il complesso ecclesiastico è stato gravemente danneggiato dal terremoto dell'Emilia del 2012. Il timpano della facciata e alcune volte della chiesa sono crollate, l'oratorio è diventato inagibile e la torre campanaria è stata seriamente danneggiata.
Nel 2016 nel giardino parrocchiale è stata inaugurata una stele in memoria dei caduti del sisma del maggio 2012 e il 2 aprile 2017, al termine della visita pastorale alla diocesi di Carpi, papa Francesco si è recato presso sul sito ed ha reso omaggio al monumento.

### Rivolta antifrancese
Durante il periodo delle insorgenze antifrancesi, il 14 aprile 1799 vennero fatte suonare le campane della chiesa di San Giacomo Roncole, facendo intendere una chiamata generale contro il dominio napoleonico. Il giorno seguente, i repubblicani reagirono assaltano le case del borgo e la canonica di don Francesco Razzaboni, che venne arrestato e portato alla Mirandola: appena giunta la notizia del saccheggio, l'avvocato Ruberti partì da Concordia alla volta del capoluogo con numerose persone giunte dai paesi vicini, dando così vita alla rivolta della Mirandola del 1799, che scacciò i napoleonici e instaurò per un anno l'amministrazione austriaca.

### Eccidio di San Giacomo Roncole
Nel 1931 don Zeno Saltini venne nominato vice parroco di San Giacomo Roncole, dove fondò l'Opera dei Piccoli Apostoli (divenuta poi Nomadelfia), dedita all'accoglienza degli orfani abbandonati. Don Zeno fu ostile nei confronti del regime nazifascista, tanto da essere costretto all'esilio in Italia centrale. Il 30 settembre 1944 venne consumato davanti alla canonica l'eccidio di San Giacomo Roncole, in cui vennero uccisi per rappresaglia sei partigiani cattolici della Brigata Italia appartenenti al movimento democristiano e cresciuti con don Zeno. Furono impiccati a sei pali della luce posti lungo la strada Statale 12 e i loro corpi vennero lasciati appesi per due giorni, fino al 2 ottobre, per intimidire i seguaci e i parrocchiani di don Zeno Saltini.

## Descrizione

### Esterno
La facciata a capanna in stile neoclassico si presenta tripartita e con frontone triangolare. Nella parte centrale, molto più ampia, si trova il portale di accesso architravato e sopra di questo, in asse, la grande finestra rettangolare che porta luce alla sala. La torre campanaria si trova in posizione avanzata sul lato destro della struttura.